# Luodamiaokulturen
Luodamiaokulturen eller bara Luodamiao (洛达庙; Luòdámiào) var är en tidig bronsålderskultur som existerade i Kina kring övergången mellan Xiadynastin och Shangdynastin ungefär 1680 f.Kr. till 1510 f.Kr.
Den huvudsakliga fyndplatsen från Luodamiao är kring Zhengzhou i Henan. Stadsmuren till Zhengzhou Shangstad är byggd ovanpå kulturlager från Luodamiaokulturen, och det är tänkbart att murarna är uppförda under Luodamiao-perioden. En stor mängd artefakter från Luodamiaokulturen har hittats kring den inre stadsmuren till Zhengzhou Shangstad.
Det har hittats Orakelben i Zhengzhou daterade till sen Luodamiao. Luodamiaokulturen var samtida med Erlitoukulturen. Den efterföljande Erligangkulturen har sitt ursprung i Luodamiaokulturen och de båda kulturerna har flera likheter vad gäller utförandet på hantverk.